# 苏勒夫尔河
苏勒夫尔河（法語：Souleuvre，法語發音：[sulœvʁ]）是法国诺曼底大区卡尔瓦多斯省的河流，是维尔河的右支流，长18.3千米，发源自瓦尔达利耶尔，于苏勒夫尔昂博卡日流入维尔河。